# Iwan Lossew (Leichtathlet)
Iwan Wolodymyrowytsch Lossew (ukrainisch Іван Володимирович Лосев, engl. Transkription Ivan Volodymyrovych Losev; * 26. Januar 1986 in Browary, Oblast Kiew) ist ein ukrainischer Geher.

## Sportliche Laufbahn
Iwan Lossew nahm 2005 zum ersten Mal an Ukrainischen Meisterschaften im Gehen teil und belegte bei den nationalen U20-Meisterschaften über 10 km den 13. Platz. Ein Jahr später nahm er zum ersten Mal an den Ukrainischen Meisterschaften der Erwachsenen teil. In der Halle belegte er den sechsten Platz, in der Freiluft den fünften mit Bestzeit von 1:27:29 h über 20 km. 2007 stellte er erneut bei den Ukrainischen Meisterschaften in 1:24:31 h eine neue Bestzeit auf und wurde damit nationaler Vizemeister. Im Juli nahm er an den U23-Europameisterschaften in Debrecen teil und belegte im Ziel den elften Platz. 2010 siegte Lossew im Juni mit Bestzeit von 1:21:31 h erstmals bei den Ukrainischen Meisterschaften. Weitere nationale Meistertitel folgten 2015, 2016, 2019 und 2020. In der Halle siegte er 2011 und 2012 bei den nationalen Hallenmeisterschaften. Mit seiner Bestzeit 2010 qualifizierte er sich zum ersten Mal für die Europameisterschaften, bei denen er im Juli in Barcelona an den Start ging. Mit einer Zeit von 1:27:12 h erreichte er schließlich als 20. das Ziel. Zwei Jahre später steigerte sich Lossew in Lugano auf eine Bestzeit von 1:20:48 h und qualifizierte sich damit für die Olympischen Sommerspiele in London. Dort blieb er im August mehr als sechs Minuten hinter der neuen Bestzeit zurück und kam damit nicht über Platz 45 hinaus.
2013 trat Lossew in Kasan zum ersten Mal bei der Universiade an und belegte den achten Platz. Mit seiner Zeit von 1:24:43 h trug er dazu bei, dass die Ukraine die Silbermedaille im Teamwettbewerb gewinnen konnte. Anschließend trat er, erneut in Russland, zum ersten Mal bei den Weltmeisterschaften an und belegte bei seinem Debüt den 29. Platz. 2014 absolvierte er bei den Ukrainischen Meisterschaften seinen ersten und bislang einzigen Wettkampf über 50 km unter der Vier-Stunden-Marke. Bereits im Februar stellte er mit 1:19:33 h seine persönliche Bestzeit über 20 km auf. 2015 trat er in Peking zum zweiten Mal bei den Weltmeisterschaften an. Für die 20 km benötigte er exakt die gleiche Zeit wie zwei Jahre zuvor in Moskau, die diesmal den 39. Platz bedeutete. Anschließend verpasste er es, sich für die Olympischen Sommerspiele in Rio de Janeiro zu qualifizieren. 2017 nahm er an seinen dritten Weltmeisterschaften teil. Mit 1:23:03 h erreichte er als 32. das Ziel. 2018 trat er in Berlin zum zweiten Mal bei den Europameisterschaften an und wurde dabei Zwölfter. 2019 erreichte Lossew mit dem 28. Platz bei den Weltmeisterschaften in Doha sein bestes WM-Ergebnis.
2021 qualifizierte sich Lossew im März mit einer Zeit von 1:20:46 h für die Olympischen Sommerspiele in Tokio, womit er die geforderte Qualifikationsnorm von 1:21:00 h unterbot. Dort kam er Anfang August bei seiner zweiten Teilnahme nach 2012 allerdings nicht über Platz 49 hinaus. 2022 belegte er in seinem ersten Wettkampf des Jahres bei den Europameisterschaften in München den 18. Platz.

## Wichtige Wettbewerbe
| Jahr                | Veranstaltung             | Ort                 | Platz               | Disziplin           | Zeit                |
| Startet für Ukraine | Startet für Ukraine       | Startet für Ukraine | Startet für Ukraine | Startet für Ukraine | Startet für Ukraine |
| ------------------- | ------------------------- | ------------------- | ------------------- | ------------------- | ------------------- |
| 2007                | U23-Europameisterschaften | Debrecen            | 11.                 | 20 km Gehen         | 1:31:13 h           |
| 2010                | Europameisterschaften     | Barcelona           | 20.                 | 20 km Gehen         | 1:27:12 h           |
| 2012                | Olympische Sommerspiele   | London              | 45.                 | 20 km Gehen         | 1:26:50 h           |
| 2013                | Universiade               | Kasan               | 8.                  | 20 km Gehen         | 1:24:43 h           |
| 2013                | Weltmeisterschaften       | Moskau              | 29.                 | 20 km Gehen         | 1:26:32 h           |
| 2015                | Weltmeisterschaften       | Peking              | 39.                 | 20 km Gehen         | 1:26:32 h           |
| 2017                | Weltmeisterschaften       | London              | 32.                 | 20 km Gehen         | 1:23:03 h           |
| 2018                | Europameisterschaften     | Berlin              | 12.                 | 20 km Gehen         | 1:22:28 h           |
| 2019                | Weltmeisterschaften       | Doha                | 28.                 | 20 km Gehen         | 1:35:42 h           |
| 2021                | Olympische Spiele         | Tokio               | 49.                 | 20 km Gehen         | 1:33:26 h           |
| 2022                | Europameisterschaften     | München             | 18.                 | 20 km Gehen         | 1:27:10 h           |

## Persönliche Bestleistungen
Freiluft
- 5-km-Gehen: 19:36 min, 10. Juni 2018, Simnas
- 10-km-Gehen: 39:22 min, 28. Juni 2015, Lutsk
- 20-km-Gehen: 1:19:33 h, 28. Februar 2014, Aluschta
- 50-km-Gehen: 3:59:25 h, 19. Oktober 2014, Iwano-Frankiwsk

Halle
- 5000-m-Bahngehen: 19:02,59 min, 9. Januar 2018, Kiew
- 10.000-m-Bahngehen: 39:43,81 min, 16. Februar 2012, Sumy